# Carl Juhlin-Dannfelt (agronom)
Carl Mattias Juhlin-Dannfelt, född 11 april 1823 i Gammelstad i dåvarande Luleå landsförsamling, död 2 september 1904 i Djursholm, var en svensk agronom; far till Georg och Herman Juhlin-Dannfelt.
Juhlin-Dannfelt övertog, efter skolstudier i Putbus på Rügen samt agronomisk kurs för Edward Nonnen på Degeberg, eget jordbruk på Lilla Holje i Blekinge och 1849 på Edeby kronoarrendegård på Lovön vid Stockholm, där han 1853 öppnade en enskild lantbruksskola. 
Juhlin-Dannfelt blev redan 1853 blev ledamot av Lantbruksakademien (1884 hedersledamot) och sekreterare hos Stockholms läns hushållningssällskap. År 1856 kallades han av Gävleborgs läns hushållningssällskap att organisera dess lantbruksskola och blev 1858 sekreterare hos detta sällskap. Åren 1860-80 var han intendent vid Lantbruksakademiens experimentalfält. Under 1860-talet verkade han i synnerhet för införande av ändamålsenliga jordbruksmaskiner, som på hans initiativ infördes huvudsakligen från Storbritannien, samt förbättring av landets kreatursstock, även detta främst genom införsel utifrån. Han blev 1863 t.f. och 1865 ordinarie sekreterare hos Stamholländeristyrelsen samt 1871 efter dennas upphörande föredragande för stamholländeriärenden i Lantbruksakademiens förvaltningskommitté. 
År 1862 tjänstgjorde Juhlin-Dannfelt som prisdomare vid världsutställningen i London och fick därefter upprepade förtroenden att ordna utställningar inom och utom Sverige. Han medverkade vid ordnandet av industriutställningen i Stockholm 1866, var kommissarie vid allmänna lantbruksmötet i Stockholm 1868, biträdande kommissarie vid världsutställningen i Paris 1878 och vid polyteknisk utställning i Moskva 1871 samt generalkommissarie för Sverige och Norge vid världsutställningen i Wien 1873 samt för Sverige i Philadelphia 1876 och Paris 1878. Han var svensk-norsk generalkonsul 1881-86 i Helsingfors och 1886-99 i London. 
Under åren 1855-57 utgav Juhlin-Dannfelt, tillsammans med Johan Theodor Bergelin, "Tidskrift för svenska landtbruket" och 1862-64, tillsammans med Johan Arrhenius, "Kungliga Landtbruksakademiens tidskrift". Bland de många yttre utmärkelser, som tilldelades Juhlin-Dannfelt, kan nämnas Lantbruksakademiens stora guldmedalj (1880).